# 호혜무역
호혜무역(互惠貿易)은 당사국 사이에 특별한 협정을 맺어 서로 이익을 얻는 무역거래이다. 호혜무역은 협정·조약 따위로 그 내용을 규제하며, 주로 관세를 서로 인하한다. 1929년 세계경제공황 이후 자유무역체제가 무너지면서 각 나라는 국제수지의 균형을 회복하기 위해 무역과 외국환을 통제했다. 그러나 국제무역의 혼란만 더 심해지자 경제관계가 돈독한 나라들은 호혜주의에 입각한 잠정적인 무역협정이나 지급협정을 맺어 무역의 확대를 시도했다. 호혜무역은 본래 평등과 호혜의 원칙이 불가분의 관계로 실행되어야 한다.

## 같이 보기
- 무역